# Martinus Remus
Martinus Remus (* 1556; † 28. Juli 1623 in Danzig, Polnisch-Preußen) war ein reformierter Prediger in Danzig und Umgebung.

## Leben
Martinus Remus soll in Meißen, Großenhain oder Bischheim in Sachsen geboren worden sein.
1584 wurde er reformierter Prediger in Reichenberg bei Danzig, 1592 dann an der Kirche St. Peter und Paul in Danzig. Seit 1595 war Remus einer von drei Predigern an der Hauptkirche St. Marien. Dies blieb er offenbar auch nach 1618, als sein neuer lutherischer Amtskollege Johannes Corvinus eine heftige polemische Konfrontation gegen reformierte Ansichten und Praxis führte.
Martinus Remus wurde 1623 an der Marienkirche bestattet.
Er war zweimal verheiratet und hatte mehrere Kinder. Ein Sohn Martinus Remus (dantiscus) (* 1591) wurde 1613 an der Universität Heidelberg immatrikuliert und verfasste eine lateinische Schrift.